# Devil

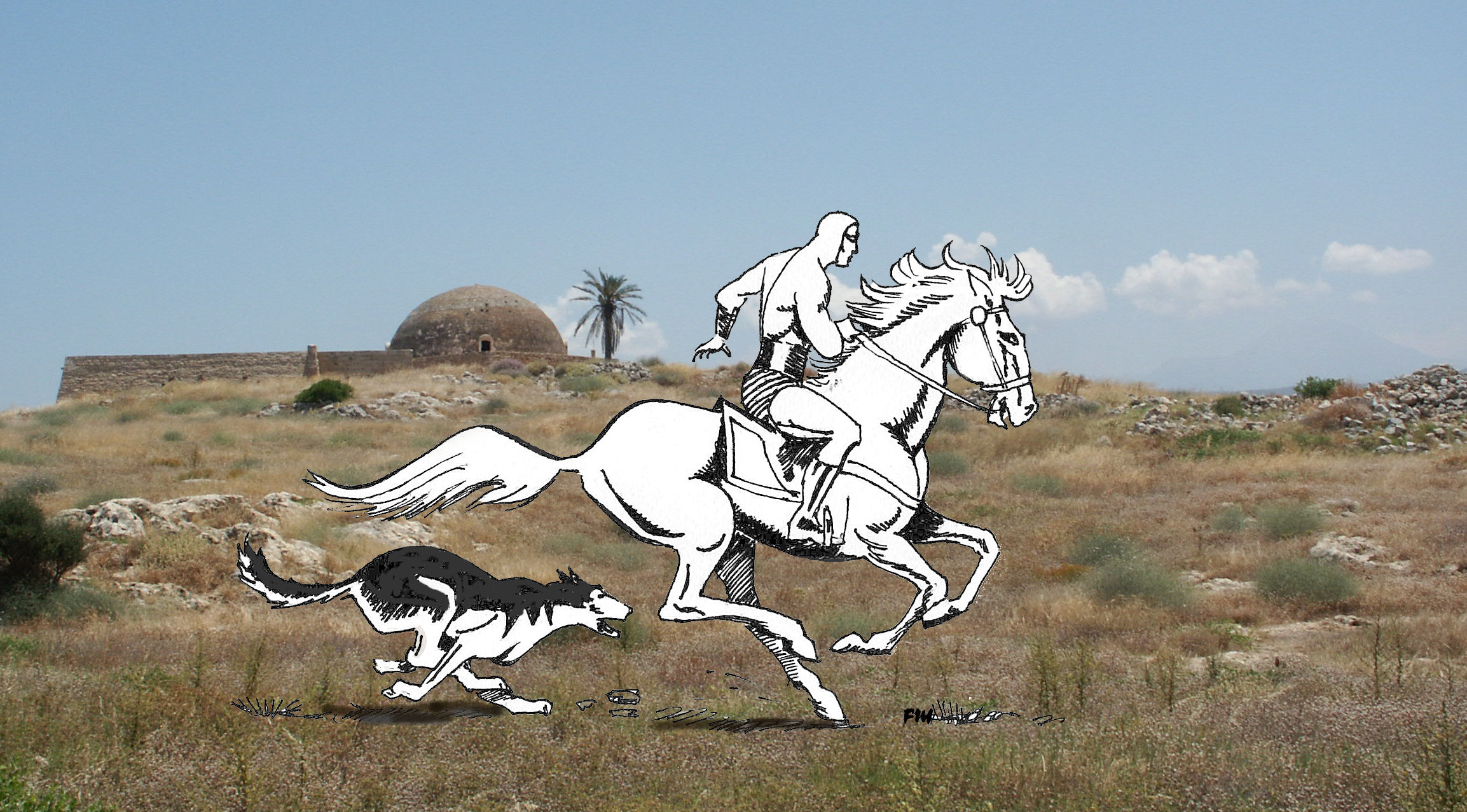
Fantomen ridandes på Hero åtföljda av Devil.

Devil är seriefiguren Fantomens tama "bengaliska bergsvarg", ofta tagen för en hund, då han är minst lika intelligent och lydig som en sådan.
Devil kom att bli Fantomens kamrat och ständiga följeslagare sedan en tjuvjägare skjutit vargens mor och själv tagit resten av valpkullen. Fantomen fördrev många ensamma stunder med att träna och tämja Devil, och resultatet har blivit häpnadsväckande. "Klok som en människa" var ett vanligt omdöme om Devil, men det räcker knappast: många skurkar har upptäckt den hårda vägen att han faktiskt är klokare än dem. Hans skarpa sinnen har många gånger varit ovärderliga, och den som faller Fantomen i ryggen har mer än en gång blivit stoppad av en morrande, raggig bergsvarg med isblå ögon.
Det var den 17:e Fantomens förtjänst att det finns bergsvargar i Bengali. På en resa till sin hustrus familj i Nordamerika stötte han på en vargflock. Han tog med sig några föräldralösa valpar som han senare släppte ut hemma vid Dödskallegrottan. De försvann upp i De dimmiga bergen och är, med största sannolikhet, förfäder till Devil.

## Hund eller varg?
På 1950-talet hände det att Devil kallades "varghund", och vissa Bengaliska zoologer menar att vargstammen i Bengalis bergstrakter nog är väl uppblandad med olika vildhundsraser, men hund är han inte. Många Fantomentecknare har detta till trots avbildat Devil som en tämligen välväxt schäfer. Ett stående skämt är att Fantomen ofta blir tillsagd att han inte får ta med sig sin "hund" in i flygplan eller liknande, varpå han svarar att "Det är inte en hund, det är en varg".